# Saint-Marin aux Jeux paralympiques
Saint-Marin a participé pour la première fois aux Jeux paralympiques aux Jeux paralympiques d'été de 2012 à Londres. Elle n'a remporté aucune médaille dans cette compétition.   